# Marek Schovánek

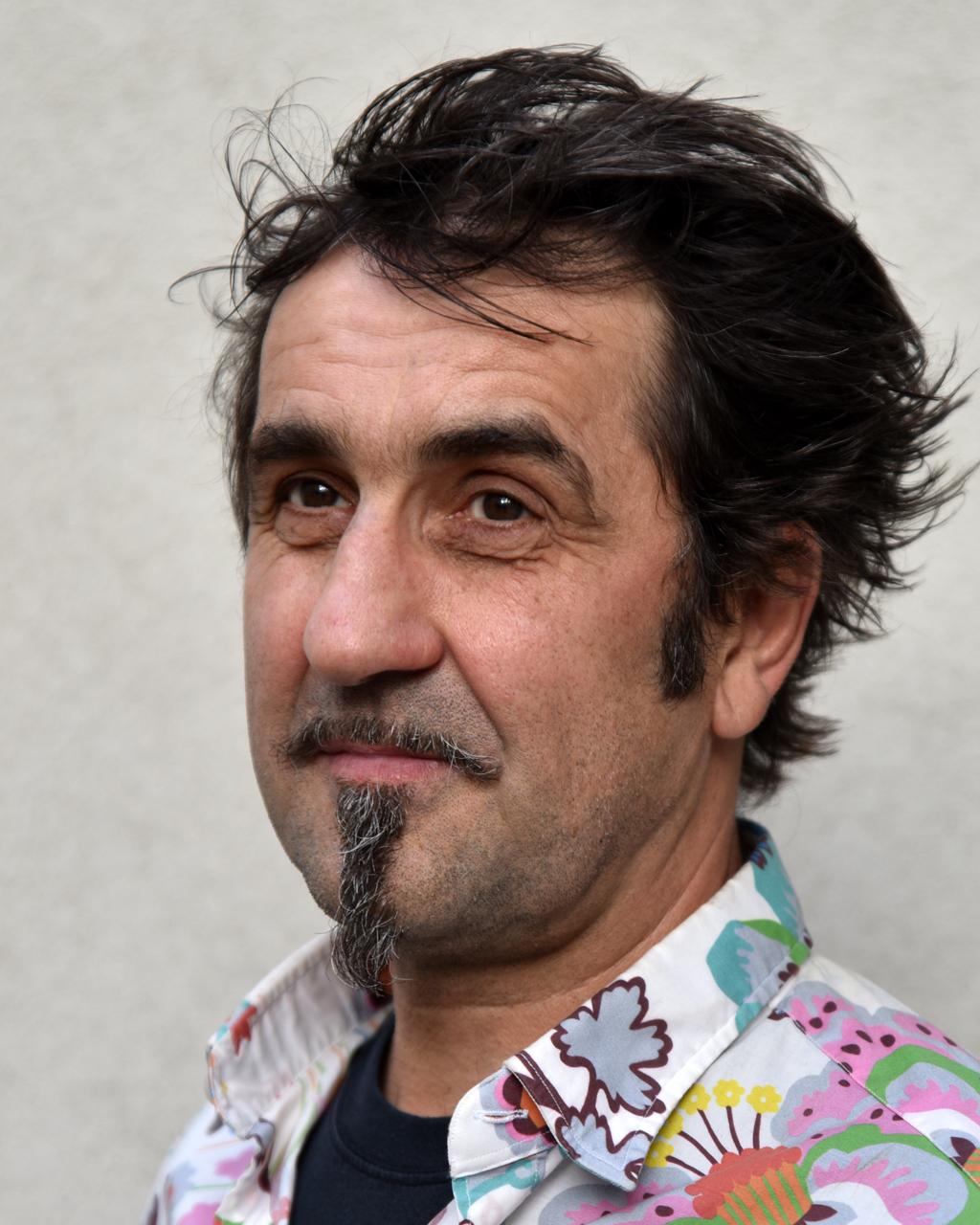
Marek Schovánek (2022)

Marek Schovánek (* 28. Januar 1965 in Prag) ist ein kanadischer Künstler und Kurator.

## Leben und Werk
Von 1987 bis 1990 besuchte er die Grant McEwan University Edmonton in Kanada und machte 1990 seinen Bachelor of Fine Arts an der University of Alberta in Edmonton. Nach dem Abschluss seines Senior Studio an der Emily Carr University of Art and Design in Vancouver kehrte er 1992 zurück nach Prag und arbeitet seit 1993 als Künstler und Kurator in Berlin.
1998 gründete Marek Schovánek MANIFEST International - Foundation for supporting Contemporary Art and Culture und war in den folgenden Jahren international als Kurator tätig. Hier förderte er den kulturellen Austausch zwischen Ost und West.
1999 eröffnete er die erste nichtkommerzielle Galerie im ehemals sozialistischen Prag, Gallery No D, mit der Ausstellung The Last Underground und präsentierte im selben Jahr die interaktive Ausstellung mit Performancecharakter 1999 - Beyond Art in der MANES Gallery of Modern Art in Prag.
Im Jahr 2000 zeigte er eine Retrospektive internationaler junger Kunst  in Berlin. Das Projekt INTERZONE -Recycling the Future zeigte einen Monat lang  verschiedenste Tendenzen in den Bereichen Bildende Kunst, Literatur, Musik, Tanz, Performance und Film.
2001 wurde er eingeladen, für Energy Field - 1. Biennale for Art and Culture Biwako Hall internationale Kunst aus Berlin in Japan vorzustellen. 2005 kuratierte er den deutschen Beitrag zur 1. Biennale of Contemporary Art an der Nationalgalerie in Prag, welcher von Richard Vine im Magazin Art in America als einer der besten Beiträge zu zeitgenössischer Kunst des Jahres 2005 bewertet wurde.

## Ausgewählte Ausstellungen
| Jahr der Ausstellung | Name der Ausstellung                                      | Ort der Ausstellung                                     | Soloausstellung | Kurator | Beleg  |
| -------------------- | --------------------------------------------------------- | ------------------------------------------------------- | --------------- | ------- | ------ |
| 2016                 | The Soul of Money                                         | D.O.X. Center for Contemporary Art Prag, CZ             |                 |         | [ 1 ]  |
| 2015                 | Inter Nation Art, Galerija PM                             | HDLU, Zagreb, Kroatien                                  |                 |         |        |
| 2015                 | Wunderkammer Art stays                                    | Contemporary Art Festival Ptuj, SLO                     |                 |         |        |
| 2015                 | PROPAGANDA                                                | D.O.X. Center for Contemporary Art Prag, CZ             | x               |         | [ 2 ]  |
| 2015                 | The Anarchist Cookie Shop                                 | Art Salon S – Tančící dům, Prag, CZ                     | x               |         |        |
| 2014                 | PHARMATOPIA                                               | D.O.X. Center for Contemporary Art, Prag, CZ            |                 |         | [ 3 ]  |
| 2014                 | Rotation                                                  | Spreeviera Gallery, Berlin                              | x               |         | [ 4 ]  |
| 2014                 | PHARMATOPIA                                               | CANDYLAND EPEKA Gallery, Maribor, SLO                   | x               |         | [ 5 ]  |
| 2014                 | Trout Cloud Swarm Art stays                               | Contemporary Art Festival Ptuj, SLO                     |                 |         | [ 6 ]  |
| 2014                 | DANGEROUS                                                 | Spreeviera Gallery, Berlin                              |                 | x       | [ 7 ]  |
| 2014                 | Zukunst                                                   | Schloss in Valtice, Feldsberg, CZ                       |                 |         |        |
| 2013                 | CANDYLAND                                                 | Spreeviera Gallery, Berlin                              | x               |         |        |
| 2013                 | Trust your Art Dealer                                     | AERO KARLIN Gallery, Prague, CZ                         |                 |         |        |
| 2013                 | Crystal distortion                                        | Spreeviera Gallery, Berlin                              | x               |         |        |
| 2013                 | THE GESTURE                                               | Serendipity Gallery, Berlin                             |                 |         |        |
| 2012                 | Anarchist Cookie Shop                                     | European Capital of Culture Art Stays Maribor/Ptuj, SLO |                 |         |        |
| 2012                 | Erinnerung an Arbeit                                      | Weltkulturerbe Zeche Zollverein, Essen                  |                 |         |        |
| 2012                 | Hunter Gatherer                                           | Spreeviera Gallery, Berlin                              | x               |         |        |
| 2011                 | Good Hunt                                                 | Nitra Gallery, Nitra, SK                                |                 |         | [ 8 ]  |
| 2011                 | Contrary Voices                                           | Changeable Realities Kare Art Gallery, Istanbul, TR     |                 |         | [ 9 ]  |
| 2011                 | International Art Festival                                | Kerteminde, DK                                          |                 |         |        |
| 2011                 | A to B - Tim Roeloffs & Marek Schovánek                   | KienhuisHoving Art Gallery, Enschede, NL                |                 |         |        |
| 2010                 | 1. Ruhrbiennale                                           | Düsseldorf, D                                           |                 |         |        |
| 2010                 | Galante, Galizia, Kawanabe, Schovànek Galerie Livio Nardi | Nürnberg, D                                             |                 |         | [ 10 ] |
| 2010                 | Koridoor Istanbul Art Fair                                | Istanbul, TK                                            |                 |         |        |
| 2010                 | 2. Biennale National Gallery                              | Canakkale, TR                                           |                 |         | [ 11 ] |